# ولوو پنتا
ولوو پِنتا (به انگلیسی: Volvo Penta) در سال ۱۹۰۷ میلادی تأسیس شد و کار خود را با تولید موتورهای دریایی آغاز کرد. شرکت پنتا در سال ۱۹۳۵ توسط شرکت ولوو خریداری شد و جزئی از گروه ولوو گردید.

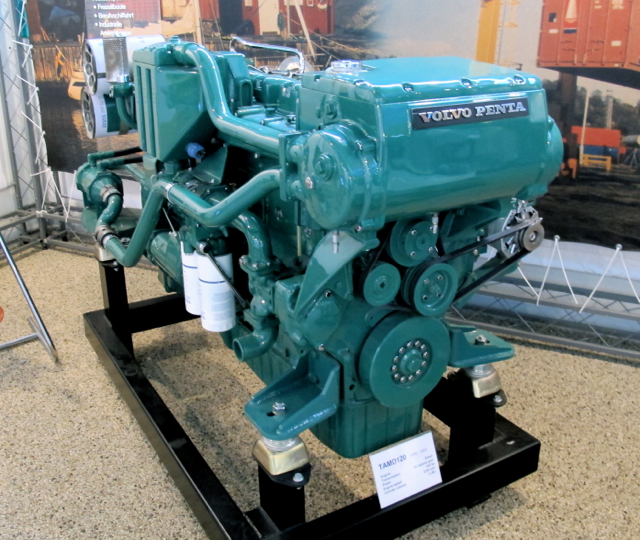
مدل TAMD120، طی ۱۹۷۰ تا ۱۹۸۳ ساخته می‌شد.

## محصولات
اکنون این شرکت محصولات زیر را تولید می‌کند:
- انواع موتور برای شناورهای دریایی
- موتور دیزل برای کاربرد دیزل ژنراتور
- موتورهای دیزلی با کاربرد صنعتی
- موتور قایق‌رانی[۱]